# Economia de la República Popular de la Xina
La República Popular de la Xina és la tercera economia més gran del món després dels Estats Units i del Japó. De les economies més grans del món és l'economia amb un creixement més ràpid, amb taxes mitjanes de creixement del 10% durant els últims 30 anys. Xina és també el més gran exportador i el segon més gran importador de mercaderies en el món. La Xina va esdevenir el principal productor del món el 2011, superant als Estats Units. La renda per capita del país (PPP) era de 7.518$ (FMI, 93a en el món) en el 2010. Les províncies en les regions de la Xina costaneres tals com Zhejiang, Jiangsu, Fujian i, principalment, Guangdong tendeixen a ser més industrialitzades, mentre que les regions de l'interior són menys desenvolupades. A mesura que la importància econòmica de la Xina ha crescut, també ho ha fet l'atenció a l'estructura i la salut d'aquesta economia.

## Història
El 1949 la República Popular de la Xina era un país rural, amb un desenvolupament industrial molt limitat. L'agricultura era de caràcter intensiu, amb una taxa d'inversió molt baixa, l'absència d'una política hidràulica, provocava grans fluctuacions entre els anys secs i plujosos, la qual cosa produïa grans desequilibris als mercats, accentuats per una mala xarxa de transports. Segons les estimacions de l'ONU, el 1947 la renda per capita xinesa era de 40 dòlars a l'any, la meitat de la renda Índia i molt per sota de la mitjana mundial, fixat entorn dels 250 dòlars.
A partir del final de la guerra es va estendre a tot el país, la reforma agrícola iniciada durant el conflicte, aquesta va consistir en una primera fase, en la confiscació de les terres dels terratinents per a la seva redistribució entre els petits agricultors i els assalariats agrícoles. Posteriorment es va passar a un procés de *cooperativización i col·lectivització. La coincidència d'aquest procés al costat d'alguns fenòmens climatològics adversos van provocar entre 1959 i 1961, una baixada de la producció agrícola i unes fortes fams.

### Primera industrialització
Després del final de la guerra es van nacionalitzar les principals indústries, la banca i el comerç a l'engròs. Va romandre en mans privades, encara que molt controlades, la petita i mitja indústria. El 1953 es va aprovar el primer pla quinquennal, seguint el model soviètic, el seu objectiu era la construcció de 694 centres fabrils. Els resultats van permetre incrementar la producció i formar un gran nombre de tècnics. A partir de 1957 el govern xinès es va anar separant dels directrius soviètiques que va coincidir en el temps amb una fase denominada de les cent flors que va suposar un període d'obertura cap a la crítica.
A partir de 1958, amb el segon pla quinquennal, es va iniciar el conegut com "Gran Salt Endavant", conjunt de mesures tendents a forçar el creixement econòmic, que pretenia ser una via més ràpida d'incrementar la producció. En l'agricultura va suposar la col·lectivització de les explotacions agrícoles i en la indústria la combinació de grans inversions seguint el model soviètic amb altres indústries de menor grandària, en les quals es tractava d'implicar a tot el país. El pla va obtenir inicialment resultats quantitatius significatius, aconseguint duplicar en un any la producció de ferro i acer, però ocorria davant l'absència d'una política econòmica que avalués quines eren les possibilitats d'utilitzar o de vendre aquest acer. La producció s'havia convertit en una fi en si mateixa, dissociada de les necessitats del mercat. En l'agricultura, l'enorme grandària de les comunes establertes unit als desastres naturals, sequera i inundacions, que van afectar la Xina, van provocar una baixada de la producció i una gran fam.
El 1960 s'inicia una fase de depressió en el qual es desfan les grans comunes agrícoles, faltes d'eficiència. També es produeix en aquest any la ruptura amb la Unió Soviètica i es cancel·len tots els projectes iniciats amb la seva cooperació i es redueixen les ambicioses metes de creixement que s'havien demostrat inútils.

### Reforma econòmica xinesa

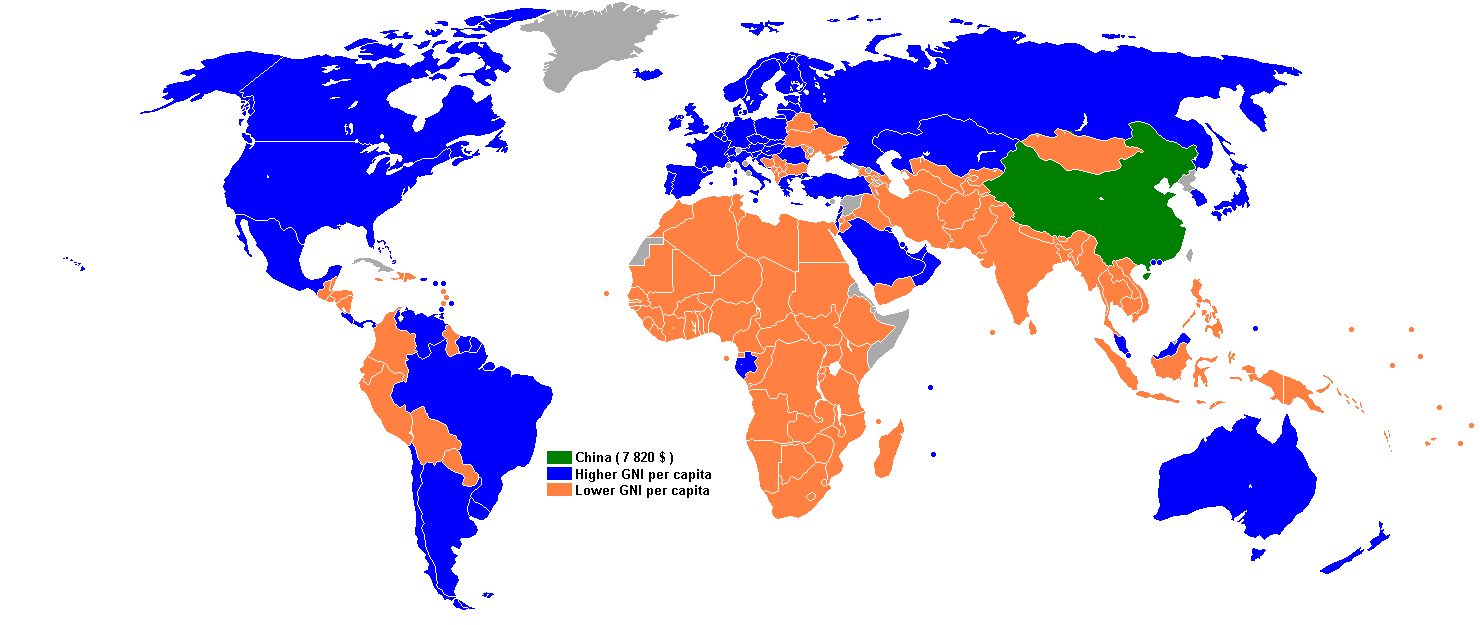
Producte Nacional Brut (PNB) per capita:
China (3,650 $)
PNB per capita més alt comparat amb la Xina
PNB per capita més baix comparat amb la Xina

La Reforma Econòmica Xina es refereix al programa de reformes econòmiques anomenat "Socialisme amb característiques xineses" en la República Popular de la Xina que es va iniciar al desembre de 1978 pels reformistes dins del Partit Comunista de la Xina (CPC) dirigits per Deng Xiaoping. La meta de la reforma econòmica xinesa era transformar a l'estancada i empobrida economia planificada de la Xina en una economia de mercat, capaç de generar un fort creixement econòmic i incrementar el benestar dels ciutadans xinesos.
Xina ha estat una de les economies més grans, pròsperes i avançades del món, abans del segle xix. L'economia va declinar al segle xix i gran part del segle 20, amb una breu recuperació en els 1930. De 1949 a 1978, les desastroses "col·lectivitzacions" de Mao, el Gran Salt Endavant i la Revolució Cultural havien devastat l'economia xinesa, resultant en la destrucció de gran part de la cultura tradicional i una caiguda massiva del nivell de vida. Després de la mort de Mao, els seus principals seguidors d'esquerra, dirigits per la Banda dels Quatre, van ser enderrocats en un cop i els reformistes, guiats per Deng Xiaoping, van prendre el poder.
Des de 1978, les reformes econòmiques van començar en dues fases. La primera fase, a la fi dels 1970 i principis dels 1980, involucrava la descolectivizació de l'agricultura, l'obertura del país a la inversió estrangera i el permís a emprenedorés d'iniciar empreses. No obstant això, la majoria de la indústria va romandre estatitzada i ineficient, fent de càrrega al creixement econòmic. La segona fase de la reforma, a la fi dels 1980 i 1990, involucrava la privatització i contractació de la major part de la indústria estatitzada i l'aixecament del control de preus, les polítiques proteccionistes i regulacions, encara que els monopolis públics en sectors com la banca i el petroli van romandre. El sector privat va créixer notablement, reflectint gairebé el 70% del PIB de la Xina per 2005, una major figura en comparació de moltes nacions occidentals. De 1978 a 2010, va succeir un creixement sense precedents, amb l'augment de l'economia en 9,5% anual. L'economia de la Xina va esdevenir la segona més gran, després dels EUA. L'administració conservadora de Hu-Wen va regular amb major pressió i va controlar l'economia després de 2005, revertint alguns guanys reformistes.
L'èxit de les reformes econòmiques de la Xina ha resultat en canvis massius en la societat xinesa. La pobresa va ser reduïda dràsticament, així com va augmentar la riquesa i la desigualtat econòmica, portant a una reacció violenta de la Nova Esquerra Maoiste. En l'escena acadèmica, els erudits han debatut la raó de l'èxit de les reformes econòmiques xineses i les han comparat amb els intents de reformar el socialisme en el Bloc de l'Est i el creixement d'altres economies en desenvolupament.
Per 2010, Xina va ser situada en el lloc 140 entre els 179 països en el Rànquing Mundial de l'Índex de Llibertat Econòmica, la qual cosa és una millora respecte a l'any anterior.